# La Rueda, Michoacán de Ocampo
La Rueda är en ort i Mexiko.   Den ligger i kommunen Contepec och delstaten Michoacán de Ocampo, i den sydöstra delen av landet, 130 km väster om huvudstaden Mexico City. La Rueda ligger 2 083 meter över havet och antalet invånare är 435.
Terrängen runt La Rueda är huvudsakligen kuperad, men den allra närmaste omgivningen är platt. Runt La Rueda är det ganska tätbefolkat, med 96 invånare per kvadratkilometer. Närmaste större samhälle är Maravatío, 14,9 km väster om La Rueda. I omgivningarna runt La Rueda växer huvudsakligen savannskog.